# بخش کاتوا
بخش کاتوا (به انگلیسی: Kathua district) یک منطقهٔ مسکونی در هند است که در بخش جامو واقع شده‌است. بخش کاتوا ۲٬۵۰۲ کیلومتر مربع مساحت و ۶۱۶٬۴۳۵ نفر جمعیت دارد.